# Alpha Ophiuchi
Alpha Ophiuchi (Ras Alhague, Rasalhague, 55 Ophiuchi) é uma estrela na direção da Ophiuchus. Possui uma ascensão reta de 17h 34m 56.00s e uma declinação de +12° 33′ 38.1″. Sua magnitude aparente é igual a 2.08. Considerando sua distância de 47 anos-luz em relação à Terra, sua magnitude absoluta é igual a 1.30. Pertence à classe espectral A5III.